# Liste des femmes gouverneurs d'un État américain

Gouverneurs en fonction actuellement selon leur genre :
femme
homme

Nombre de femmes gouverneurs dans l'histoire de chaque État ou territoire :
0
1
2
3
4 ou plus

Le tableau ci-dessus présente la liste des femmes gouverneurs d'un État des États-Unis depuis 1925. Elles constituent au début des exceptions au sein de la vie politique américaine et aucune femme n'est élue au poste de gouverneur avant le XIXe amendement de la Constitution des États-Unis, adopté en 1920, qui interdit la discrimination de sexe lors des élections et permet de facto aux femmes de participer aux élections locales et nationales. Jusqu'en 2025, 55 femmes ont exercé le mandat de gouverneur. En 2025, les États-Unis comptent 14 femmes gouverneurs.

## Histoire
La première femme à exercer de facto le mandat de gouverneur est Carolyn B. Shelton, qui sert en tant que « gouverneur par intérim » de l'Oregon pendant un week-end, du samedi 27 février au lundi 1er mars 1909. Le gouverneur sortant, George Earle Chamberlain, avait été élu au Sénat et de ce fait avait quitté son poste pour se rendre à Washington, DC ; le nouveau gouverneur, Frank W. Benson, était malade et ne put donc prendre ses fonctions que le lundi. Chamberlain avait donc laissé Shelton, sa « chef de bureau », chargée des affaires pendant le week-end. Pourtant, il faudra attendre encore trois années avant que les femmes ne puissent voter dans l'Oregon. Par ailleurs, Chamberlain et Shelton se marient dix-sept ans plus tard : c'est le seul cas de l'histoire de l'Oregon où deux anciens gouverneurs vivent en couple.
La première femme à jouir des fonctions de gouverneur et donc de réels pouvoirs est Soledad Chacón, alors secrétaire d'État, qui occupe par intérim le poste de gouverneur du Nouveau-Mexique pour deux semaines en 1924, alors que le gouverneur James F. Hinkle assiste à la Convention nationale démocrate de New York, le lieutenant-gouverneur Jose A. Baca étant décédé subitement en mai. Soledad Chacón a ainsi déclaré qu'elle était la première femme à exercer les fonctions de gouverneur.
La première femme américaine élue gouverneur est Nellie Tayloe Ross, dans le Wyoming (par ailleurs, le premier État à avoir accordé le droit de suffrage aux femmes, en 1869). Elle est élue le 4 novembre 1924 et prête serment le 5 janvier 1925. Elle est la veuve de William Bradford Ross, gouverneur décédé un mois avant l'élection. Miriam Ferguson est également élue ce même 4 novembre 1924, mais elle ne prête serment que le 20 janvier 1925 ; l'un de ses prédécesseurs est son mari, James Edward Ferguson, destitué en 1917. La première femme élue gouverneur sans être l'épouse ou la veuve d'un ancien gouverneur de son État est Ella T. Grasso, élue gouverneur du Connecticut en 1974, et qui prête serment le 8 janvier 1975.

## Répartition
Le Connecticut, l'Arizona, l'Alabama et le Nouveau-Mexique sont les seuls États à avoir élu des femmes gouverneurs des deux principaux partis. Le New Hampshire a également eu des femmes gouverneurs républicaine et démocrate, mais la républicaine Vesta M. Roy n'a exercé la fonction qu'à titre intérimaire. L'Arizona a été le premier État où une femme gouverneur a succédé à une autre femme gouverneur (chacune d'un parti différent). Cet État totalise également cinq femmes gouverneurs, soit le plus grand nombre dans l'histoire américaine, et est également le seul à avoir vu successivement trois femmes gouverneurs.
Le nombre record de neuf femmes gouverneurs en même temps est atteint entre le 6 décembre 2006, lorsque Sarah Palin devient gouverneur de l'Alaska, et le 14 janvier 2008, quand Kathleen Blanco quitte ses fonctions de gouverneur de Louisiane. La deuxième fois a lieu entre le 10 janvier 2009, quand Beverly Perdue prête serment comme gouverneur de Caroline du Nord et le 20 janvier suivant, lorsque Ruth Ann Minner termine son mandat de gouverneur du Delaware. La troisième fois, à partir du 5 janvier 2019. Le record est battu deux jours plus tard et s'établit à dix avec l'entrée en fonction de Lou Leon Guerrero comme première femme gouverneure de Guam. Il passe à onze le 7 août suivant, avec l'entrée en fonction de Wanda Vázquez à Porto Rico, avant de retomber à dix en janvier 2021 au départ de celle-ci. En 2023, le record passe à treize femmes gouverneures puis à seize le 9 janvier 2025, avant de retomber à quatorze le 25 janvier.
Le district de Columbia a eu deux femmes maires, Sharon Pratt Kelly et Muriel Bowser.
Au total, en 2025, 18 États n'ont jamais eu de femme gouverneur : Californie, Colorado, Dakota du Nord, Floride, Géorgie, Idaho, Illinois, Indiana, Maryland, Minnesota, Mississippi, Missouri, Nevada, Pennsylvanie, Tennessee, Virginie, Virginie-Occidentale et Wisconsin. Il en est de même des territoires des Îles Mariannes du Nord, des Samoa américaines et des îles Vierges.

## Liste des femmes gouverneurs
| Nom                    | État             | Début     | Fin       | Parti | Parti                      | Notes |
| ---------------------- | ---------------- | --------- | --------- | ----- | -------------------------- | --- |
| Nellie Tayloe Ross     | Wyoming          | 1925      | 1927      |       | Parti démocrate            | Veuve du gouverneur William Bradford Ross (1923-1924). Seule femme gouverneur du Wyoming. |
| Miriam Ferguson        | Texas            | 1925 1933 | 1927 1935 |       | Parti démocrate            | Épouse du gouverneur James Edward Ferguson (1915-1917). Première femme gouverneur du Texas. |
| Lurleen Wallace        | Alabama          | 1967      | 1968      |       | Parti démocrate            | Première femme gouverneur de l'Alabama. Épouse du gouverneur George Wallace (1963-1967, 1971-1979 et 1983-1987). Seule femme morte pendant son mandat. |
| Ella T. Grasso         | Connecticut      | 1975      | 1980      |       | Parti démocrate            | Première femme gouverneur à ne pas être l’épouse ou la veuve d'un précédent gouverneur. Première femme gouverneur du Connecticut. Première femme à être élue deux fois gouverneur consécutivement et la première à démissionner (en raison d'un cancer de l'ovaire en phase terminale). |
| Dixy Lee Ray           | Washington       | 1977      | 1981      |       | Parti démocrate            | Première femme gouverneur de Washington. |
| Vesta M. Roy           | New Hampshire    | 1982      | 1983      |       | Parti républicain          | Gouverneur en exercice par intérim pendant une semaine ; ne prêta jamais serment. |
| Martha Layne Collins   | Kentucky         | 1983      | 1987      |       | Parti démocrate            | Seule femme gouverneur du Kentucky. |
| Madeleine May Kunin    | Vermont          | 1985      | 1991      |       | Parti démocrate            | Première femme juive gouverneur. Seule femme gouverneur du Vermont. |
| Kay A. Orr             | Nebraska         | 1987      | 1991      |       | Parti républicain          | Première femme républicaine élue gouverneur. Première femme gouverneur élue contre une candidate féminine issue d'un grand parti (Parti démocrate). Seule femme gouverneur du Nebraska.                                                                                                 |
| Rose Mofford           | Arizona          | 1988      | 1991      |       | Parti démocrate            | Première femme gouverneur de l'Arizona. |
| Joan Finney            | Kansas           | 1991      | 1995      |       | Parti démocrate            | Première femme gouverneur du Kansas. Première femme à battre un gouverneur sortant. |
| Ann Richards           | Texas            | 1991      | 1995      |       | Parti démocrate            | Deuxième femme gouverneur du Texas, première femme à être gouverneur du Texas sans être l’épouse d'un ancien gouverneur. |
| Barbara Roberts        | Oregon           | 1991      | 1995      |       | Parti démocrate            | Première femme gouverneur de l'Oregon. |
| Christine Todd Whitman | New Jersey       | 1994      | 2001      |       | Parti républicain          | Seule femme gouverneur du New Jersey. Première femme républicaine à battre un gouverneur sortant. |
| Jane Dee Hull          | Arizona          | 1997      | 2003      |       | Parti républicain          | Première femme républicaine gouverneur de l'Arizona. |
| Jeanne Shaheen         | New Hampshire    | 1997      | 2003      |       | Parti démocrate            | Première femme élue gouverneur du New Hampshire. |
| Nancy Hollister        | Ohio             | 1998      | 1999      |       | Parti républicain          | Seule femme gouverneur de l'Ohio. Elle n’est pas élue et n'est effectivement gouverneur que par intérim, pendant onze jours. |
| Jane Swift             | Massachusetts    | 2001      | 2003      |       | Parti républicain          | Plus jeune femme gouverneur (36 ans lors de son entrée en fonction). Première femme gouverneur (par intérim) du Massachusetts. Première femme à accoucher pendant son mandat. Seule femme à avoir accouché de jumeaux pendant son mandat.                                               |
| Judy Martz             | Montana          | 2001      | 2005      |       | Parti républicain          | Seule femme gouverneur du Montana. |
| Sila María Calderón    | Porto Rico       | 2001      | 2005      |       | Parti populaire démocrate  | Première femme gouverneur de Porto Rico. |
| Ruth Ann Minner        | Delaware         | 2001      | 2009      |       | Parti démocrate            | Seule femme gouverneur du Delaware. |
| Linda Lingle           | Hawaï            | 2002      | 2010      |       | Parti républicain          | Seule femme gouverneur d'Hawaï. |
| Olene Smith Walker     | Utah             | 2003      | 2005      |       | Parti républicain          | Seule femme gouverneur de l'Utah. |
| Jennifer Granholm      | Michigan         | 2003      | 2011      |       | Parti démocrate            | Première femme gouverneur du Michigan. |
| Janet Napolitano       | Arizona          | 2003      | 2009      |       | Parti démocrate            | Première femme élue deux fois gouverneur de l’Arizona. Première femme succédant immédiatement à une autre femme gouverneur. Devient secrétaire à la Sécurité intérieure dans l'administration Obama.                                                                                    |
| Kathleen Sebelius      | Kansas           | 2003      | 2009      |       | Parti démocrate            | Devient secrétaire à la Santé dans l’administration Obama. |
| Kathleen Blanco        | Louisiane        | 2004      | 2008      |       | Parti démocrate            | Seule femme gouverneur de Louisiane. |
| Jodi Rell              | Connecticut      | 2004      | 2011      |       | Parti républicain          | - |
| Christine Gregoire     | Washington       | 2005      | 2013      |       | Parti démocrate            | - |
| Sarah Palin            | Alaska           | 2006      | 2009      |       | Parti républicain          | Seule femme gouverneur de l'Alaska. Seconde femme à accoucher pendant son mandat. |
| Beverly Perdue         | Caroline du Nord | 2009      | 2013      |       | Parti démocrate            | Seule femme gouverneur de Caroline du Nord. |
| Jan Brewer             | Arizona          | 2009      | 2015      |       | Parti républicain          | Troisième femme consécutive gouverneur de l'Arizona. |
| Susana Martinez        | Nouveau-Mexique  | 2011      | 2019      |       | Parti républicain          | Première femme gouverneur du Nouveau-Mexique. Première gouverneure hispano-américaine (en dehors de Porto Rico). |
| Mary Fallin            | Oklahoma         | 2011      | 2019      |       | Parti républicain          | Seule femme gouverneur de l'Oklahoma. |
| Nikki Haley            | Caroline du Sud  | 2011      | 2017      |       | Parti républicain          | Seule femme gouverneur de Caroline du Sud. Première gouverneure indo-américaine (et asio-américaine). |
| Maggie Hassan          | New Hampshire    | 2013      | 2017      |       | Parti démocrate            | |
| Gina Raimondo          | Rhode Island     | 2015      | 2021      |       | Parti démocrate            | Seule femme gouverneur de Rhode Island. |
| Kate Brown             | Oregon           | 2015      | 2023      |       | Parti démocrate            | Elle est le premier gouverneur américain ouvertement bisexuel. |
| Kay Ivey               | Alabama          | 2017      | Actuelle  |       | Parti républicain          | |
| Kim Reynolds           | Iowa             | 2017      | Actuelle  |       | Parti républicain          | Première femme gouverneur de l'Iowa. |
| Gretchen Whitmer       | Michigan         | 2019      | Actuelle  |       | Parti démocrate            | |
| Michelle Lujan Grisham | Nouveau-Mexique  | 2019      | Actuelle  |       | Parti démocrate            | |
| Janet Mills            | Maine            | 2019      | Actuelle  |       | Parti démocrate            | Première femme gouverneure du Maine. |
| Kristi Noem            | Dakota du Sud    | 2019      | 2025      |       | Parti républicain          | Première femme gouverneure du Dakota du Sud. |
| Lou Leon Guerrero      | Guam             | 2019      | Actuelle  |       | Parti démocrate            | Première femme gouverneure de Guam. |
| Laura Kelly            | Kansas           | 2019      | Actuelle  |       | Parti démocrate            | |
| Wanda Vázquez          | Porto Rico       | 2019      | 2021      |       | Nouveau Parti progressiste | |
| Kathy Hochul           | New York         | 2021      | Actuelle  |       | Parti démocrate            | Première femme gouverneure de New York. |
| Katie Hobbs            | Arizona          | 2023      | Actuelle  |       | Parti démocrate            | |
| Maura Healey           | Massachusetts    | 2023      | Actuelle  |       | Parti démocrate            | |
| Tina Kotek             | Oregon           | 2023      | Actuelle  |       | Parti démocrate            | |
| Sarah Huckabee Sanders | Arkansas         | 2023      | Actuelle  |       | Parti républicain          | Première femme gouverneure de l'Arkansas. |
| Jenniffer González     | Porto Rico       | 2025      | Actuelle  |       | Nouveau Parti progressiste | |
| Bethany Hall-Long      | Delaware         | 2025      | 2025      |       | Parti démocrate            | |
| Kelly Ayotte           | New Hampshire    | 2025      | Actuelle  |       | Parti républicain          | |

### Femmes exerçant un mandat équivalent à celui de gouverneur
| Nom                | État            | Début | Fin         | Parti | Parti     | Notes |
| ------------------ | --------------- | ----- | ----------- | ----- | --------- | --- |
| Sharon Pratt Kelly | Washington D.C. | 1991  | 1995        |       | démocrate | Première femme afro-américaine maire d'une grande ville américaine et première femme maire de Washington, D.C.. |
| Muriel Bowser      | Washington D.C. | 2015  | en fonction |       | démocrate | |

## Sources
- (en) Cet article est partiellement ou en totalité issu de l’article de Wikipédia en anglais intitulé « List of female governors in the United States » (voir la liste des auteurs).